# Кобилкі (Пйотрковський повіт)
Кобилкі (пол. Kobyłki) — село в Польщі, у гміні Ґрабиця Пйотрковського повіту Лодзинського воєводства.
Населення — 130 осіб (2011).
У 1975-1998 роках село належало до Пйотрковського воєводства.

## Демографія
Демографічна структура станом на 31 березня 2011 року:
|          | Загалом | Допрацездатний вік | Працездатний вік | Постпрацездатний вік |
| -------- | ------- | ------------------ | ---------------- | -------------------- |
| Чоловіки | 63      | 11                 | 40               | 12                   |
| Жінки    | 67      | 14                 | 36               | 17                   |
| Разом    | 130     | 25                 | 76               | 29                   |